# Dudzele

Dudzele na Bélgica.

Dudzele é uma vila e deelgemeente do município de Bruges. Em 1 de Janeiro de 2006 tinha uma população de 2.447 habitantes e uma área de 21,92 km².